# Il diavolo alle 4
Il diavolo alle 4 (The Devil at 4 O'Clock) è un film del 1961 diretto da Mervyn LeRoy e tratto dal romanzo Il diavolo alle quattro del 1958 di Max Catto.

## Trama

Una scena

Talua, un'isola colonia francese nell'oceano Pacifico, sta per essere distrutta per sempre da un vulcano e viene a poco a poco abbandonata da tutti i suoi abitanti. Fra i pochi rimasti c'è una piccola missione con bambini lebbrosi presieduta dal sacerdote irlandese Padre Matthew Doonan. Sull'isola vi sono confinati tre galeotti dai quali il religioso ottiene la collaborazione per erigere il sanatorio.
La temuta eruzione vulcanica li costringerà a una disperatissima evacuazione, sperando tra l'altro in una ricompensa in uno sconto di pena. Gli ospiti della missione giungeranno alla goletta che li attende al porto ma non ci sarà scampo per il religioso e i reclusi, che verranno inghiottiti dagli elementi.

## Critica
Il Mereghetti lo definisce «tedioso e pieno di buoni sentimenti.»